# No Baggage
No Baggage es el segundo y último álbum solista de la cantante irlandesa Dolores O'Riordan. En Irlanda fue lanzado el 21 de agosto de 2009, en Norteamérica el 25 de agosto y en el resto del mundo el 24 de agosto. El primer sencillo del disco, «The Journey», fue lanzado el 13 de julio en Norteamérica y el 10 de agosto en Europa. 
Incluye una nueva versión del tema «Apple of my Eye», canción perteneciente a su anterior álbum Are You Listening?, del 2007.
La semana del 27 de agosto de 2009 el álbum entró en el puesto #80 del ranking principal en Irlanda y en el #56 en el iTunes Irlanda album chart.

## Lista de canciones
Todos las canciones han sido escritas por Dolores O'Riordan, excepto los temas 6 y 9 que fueron escritos por O'Riordan junto a Dan Brodbeck.

| N.º | Título                          | Duración |  |
| 1.  | «Switch Off the Moment»         | 3:18     |  |
| 2.  | «Skeleton»                      | 3:24     |  |
| 3.  | «It's You»                      | 4:11     |  |
| 4.  | «The Journey»                   | 3:52     |  |
| 5.  | «Stupid»                        | 4:45     |  |
| 6.  | «Be Careful»                    | 4:20     |  |
| 7.  | «Apple of My Eye» (New Version) | 4:47     |  |
| 8.  | «Throw Your Arms Around Me»     | 4:26     |  |
| 9.  | «Fly Through»                   | 3:54     |  |
| 10. | «Lunatic»                       | 4:28     |  |
| 11. | «Tranquilizer»                  | 3:51     |  |

Bonus track version (disponible a través de iTunes)

| N.º | Título                                                               | Duración |  |
| 12. | «You Set Me on Fire»                                                 | 4:22     |  |
| 13. | «Track by Track» (Dolores discusses each of the tracks on the album) | 6:31     |  |

Bonus track version (disponible a través de iTunes US)

| N.º | Título                | Duración |  |
| 12. | «Loser» (New Version) | 2:59     |  |

Lados-B

| N.º | Título                | Duración |  |
| 1.  | «You Set Me on Fire»  | 4:22     |  |
| 2.  | «I Want You»          | 3:14     |  |
| 3.  | «Loser» (New Version) | 2:59     |  |

## Créditos
- Guitarra – Dan Brodbeck
- Bajo – Marco Mendoza excepto en «The Journey»
- Piano – Dolores O'Riordan y Denny DeMarchi
- Batería – Ger Farrell excepto en «Stupid»
- Bajo en «The Journey» – Dan Brodbeck
- Guitarra en “Stupid” – Steve DeMarchi y Dan Brodbeck
- Batería en «Stupid» – Corey Thompson
- Percusión en «Throw Your Arms Around Me» – Corey Thompson
- Didgeridoo – Matt Grady